# 체첸인과 인구시인의 강제이주

체첸인과 인구시인의 강제이주는 1944년 초 소련 정부가 바이나흐족(체첸인과 인구시인) 인구 전체를 북캅카스에서 중앙아시아로 강제이주시킨 일이다. 이는 NKVD 수장 라브렌티 베리야에 의해 명령되어 소련 지도자 이오시프 스탈린의 승인을 받아 진행되었다. 베리야는 제2차 세계대전 중 1942년 독일군의 진격을 기회삼아 민족주의자들이 반소련 행위를 벌였다는 구실로 캅카스 여러 민족을 “청소”할 작전계획을 세웠다.
작전은 1944년 2월 23일 시작되었다. NKVD 부대가 집집마다 찾아다니며 주민들을 모아 중앙아시아로 향하는 화물차에 몰아넣었고 저항하거나 제대로 움직이지 못하는 이들은 그 자리에서 총살되었다. 민족 인구 전체가 강제이주의 대상이 되었으며 이 기간 동안 체첸-인구시 자치 소비에트 사회주의 공화국은 완전히 해체되었다. 총 50~65만 명이 강제이주되었는데 그 중 4분의 1에서 3분의 1에 해당하는 12~20만 명이 이주 과정에서 살해되거나 사망했다. 체첸인과 인구시인에 대한 강제이주는 광범위하게 일어났던 소련의 강제이주 중에서도 가장 피해가 극심했던 경우 중 하나이다.
이 정책은 13년 동안 유지되어 체첸인 및 인구시인 생존자들은 1957년 니키타 흐루쇼프가 탈스탈린 정책으로 이 조치를 해제하기 전까지 고향 땅으로 돌아오지 못했다. 1961년에는 약 43만 명의 바이나흐족이 체첸-인구시 자치 공화국에 재정착했다. 강제이주 조치가 시작된 2월 23일은 체첸인과 인구시인들에 의해 비극의 날로 기억되고 있으며, 오늘날 제노사이드의 일종으로 규정되고 있다.

## 같이 보기
- 체르케스인 집단학살
- 소련의 강제이주
  - 크림 타타르인 강제이주
  - 칼미크인 강제이주